# Обични једрењак
Обични једрењак (Neptis sappho) је дневни лептир из породице шаренаца (Nymphalidae).

## Опис
Лако се препознаје и по начину лета јер кроз ваздух клизи попут неке једрилице. Иако постоји још неколико црно-белих лептира, овог можете лако препознати јер има две беле пруге, видљиве са обе стране задњих крила. Распон крила је 42–46 mm.

## Распрострањење
Типична палеарктичка врста која живи у целој Азији до Јапана, али је присутна само у источној Европи, тако да је нема западно од Италије. Распрострањена је и честа у целој Србији, мада су налази из Војводине и југозападне Србије ређи.

## Биологија
Присутан је на пропланцима, а најчешћи на рубовима шума.
У европској литератури се наводи да има две генерације: од средине маја до краја јуна, и у периоду јул-август. Велика је вероватноћа да у Србији има три генерације, јер су доста бројни налази од почетка априла до краја октобра. Гусеница се храни граором (Lathyrus vernus, Lathyrus niger), али и багремом (Robinia pseudoacacia).